# ده بيرم (كوه بنج)
ده بيرم (بالفارسية: ده بیرم) هي قرية تقع في إيران في البلدة المركزية.